# Spoorlijn Tønder - Tinglev
De spoorlijn Tønder - Tinglev is een lokaalspoorlijn tussen Tønder en Tinglev van het schiereiland Jutland in Denemarken.

## Geschiedenis
De lijn is aangelegd in de tijd dat Zuid-Jutland tot Pruisen behoorde. De eerste plannen voor een spoorlijn in Zuid-Jutland dateren uit 1844, toen de Holsteinische Eisenbahngesellschaft een spoorlijn van Flensburg via Tønder naar Højer wilde aanleggen. Tot uitvoering van deze plannen kwam het niet direct. In 1866 werd begonnen met de bouw van een lokaalspoorlijn tussen Tønder en Tinglev. De lijn werd geopend op 26 juni 1867 en de maximumsnelheid op deze lijn bedroeg 45 km/u. De treindienst werd begonnen met drie treinen per richting per dag, welke het traject tussen Tønder en Tinglev in een uur aflegden.
Ruim een jaar nadat Zuid-Jutland in 1920 weer werd overgedragen aan Denemarken, werd de naam van het tussenstation Lendemark-Bau op 28 april 1921 gewijzigd in Bylderup-Bov. In de jaren '20 en 30 van de 20e eeuw werd de spoorlijn vernieuwd, waarna de snelheid werd verhoogd naar 70 km/u. Vanaf 1948 reed een rechtstreekse sneltrein van Tønder via Tinglev naar Kopenhagen.

## Huidige toestand
Na teruglopende reizigersaantallen werd de reizigersdienst in 1971 opgeheven. De spoorlijn bleef open voor goederenverkeer, maar ook hier nam het verkeer af. In 1998 werd de lijn gereactiveerd ten behoeve van Privatbanen Sønderjylland (PBS) die de lijn ging gebruiken voor goederentreinen en overbrengingen van materieel. Na het faillissement van PBS in 2001 werd de lijn ook voor goederenverkeer gesloten. Alleen het gedeelte tussen Tønder en Tønder Øst bleef officieel in gebruik.
De Nordfriesische Verkehrs AG (NVAG) heeft plannen gehad voor een ringlijn van Tønder via Tinglev, Padborg, Flensburg en Niebüll naar Tønder.
In 2005 werden plannen gemaakt om de lijn te heropenen en per februari 2007 een reizigersdienst met lightrail tussen Tønder en Tinglev te starten. Tot uitvoer van deze plannen kwam het echter niet. Arriva, sinds december 2002 de uitvoerder van het reizigersverkeer op het traject tussen Tønder en Esbjerg, heeft aangegeven te willen rijden van Tønder tot bij het ziekenhuis in Tønder Øst, maar is niet geïnteresseerd in de rest van het traject naar Tinglev.
In 2007 werden nieuwe plannen gesmeed voor verbetering van het treinverkeer in Zuid-Jutland, waaronder het verbeteren van de spoorlijn tussen Kolding en Padborg voor snelheden tot 200 km/u, het verdubbelen van het spoor tussen Tinglev en Sønderborg, het reactiveren van de spoorlijn tussen Tønder en Tinglev en het verhogen van de treinfrequenties. Tussen Sønderborg en Tønder is een nieuwe verbinding met een uurdienst gepland.
In 2008 heeft de gemeente Åbenrå bekendgemaakt de in onbruik geraakte spoorlijn tussen Tinglev en Tønder te willen opbreken en het trace te gebruiken voor een nieuw aan te leggen fietspad tussen Tinglev en Bylderup-Bov met mogelijke verlenging tot Tønder. Indien de spoorlijn niet voor 2009 werd gereactiveerd zou tot afbraak worden overgegaan voor de aanleg van het fietspad.